# Пшеросль (гмина)
Пшеросль (пол. Przerośl) — сельская гмина (волость) в Польше, входит как административная единица в Сувалкский повет, Подляское воеводство. Население — 3104 человека (на 2004 год).
Административный центр гмины — деревня Пшеросль.

## Демография
| Перепись                       | Всего   | Всего | Женщины | Женщины | Мужчины | Мужчины |
| ------------------------------ | ------- | ----- | ------- | ------- | ------- | ------- |
| Единицы                        | человек | %     | человек | %       | человек | %       |
| Население                      | 3104    | 100   | 1548    | 49,9    | 1556    | 50,1    |
| Плотность населения (чел./км²) | 25,1    | 25,1  | 12,5    | 12,5    | 12,6    | 12,6    |

## Поселения
1. Бленда
2. Будки
3. Ханьча
4. Иванишки
5. Колёня-Пшеросль
6. Крушки
7. Кшивулька
8. Лановиче-Дуже
9. Лановиче-Мале
10. Морги
11. Нова-Павлувка
12. Нова-Пшеросль
13. Ольшанка
14. Правы-Ляс
15. Пшеломка
16. Пшеросль
17. Пшистайне
18. Ракувек
19. Романувка
20. Стара-Павлувка
21. Смечухувка
22. Верселе
23. Зажече
24. Зусенко

## Соседние гмины
1. Гмина Дубенинки
2. Гмина Филипув
3. Гмина Еленево
4. Гмина Сувалки
5. Гмина Вижайны